# James Curle (archéologue)
Pour les articles homonymes, voir Curle.
James Curle (1862–1944) est un homme de loi et archéologue amateur écossais.
Il est l'inventeur du site de Trimontium près de Newstead (Écosse), et a contribué à la nomenclature de la céramique sigillée.

## Biographie
Il naît à Priorwood, Melrose, dans le Roxburghshire, dans les Scottish Borders d'Écosse, dans les premiers jours du mois de mars 1862. Il se familiarise très jeune avec l’archéologie grâce à son père, très intéressé par le sujet. Les enfants accompagnent souvent ce dernier dans ses visites régulières à Joseph Anderson, curateur du musée national des antiquités d'Édimbourg ; et absorbent ainsi, plus ou moins volontairement, les rudiments d'archéologie.
James est scolarisé au Fettes College à Édimbourg. Puis, destiné à entrer dans le cabinet juridique familial Curle & Erskine, suit une formation d'homme de loi à l'université d'Édimbourg. Il devient « Writer to The Signet (en) » en 1886.
Mais avant d'y entrer il est envoyé en voyage pour plusieurs mois en Italie avec son oncle Robert Anderson. D'après son frère Alexander (en), c'est à cette occasion que James se découvre un intérêt pour l'art.

### Le Gotland et la collection
Il s'intéresse très tôt à l'archéologie de Gotland. Sa première visite en Scandinavie date de 1888, avec ses deux frères Alexander (en) et Andy (probablement diminutif d'Andrew) qui, selon Alexander, le gênent peut-être quelque peu alors que James cherche à établir des contacts avec les directeurs de musée. Il établit une correspondance avec les savants suédois Bernhard Salin et Oscar Montelius. À l'occasion de ce premier voyage, les frères visitent Wisby, ville de la Hanse sur l'île de Gotland et l'une des villes médiévales les mieux préservées en Scandinavie. James y rencontre le capitaine Lindström, officier retraité qui lui sert de guide ; c'est le début d'une longue amitié. James trouve de nombreuses reliques dans les échoppes des horlogers et orfèvres de la ville. Il accumule une impressionnante collection en sept voyages au total entre 1888 et 1903. Elle consiste principalement en bijoux et accessoires de costumes, incluant environ 400 pièces individuelles et groupes de pièces, dont 17 objets de l'âge du bronze et du début de l'âge du fer (dont une épée en bronze du Danemark) ; 12 objets de l'âge du fer romain ; 30 objets de la « période de Migration » (la période des invasions barbares) ; environ 100 de la période de Vendel ; 200 objets de la période des Vikings ; 20 objets du Moyen Âge ; ainsi qu'une collection de diverses monnaies romaines, byzantines, arabes, anglo-saxonnes et allemandes. La collection est acquise par le British Museum en 1921, sauf un certain nombre d'objets toujours en possession de la famille en 1989 : objets lithiques de l'âge de pierre et de l'âge du bronze d'Europe du nord, de Scandinavie et d'ailleurs.

### Autres voyages
Outre le Gotland, pendant cette même période James voyage aussi à Berlin, en Auvergne et en Amérique. Il aime les beaux livres, qui sont son hobby principal avec sa collection du Gotland.

### Trimontium

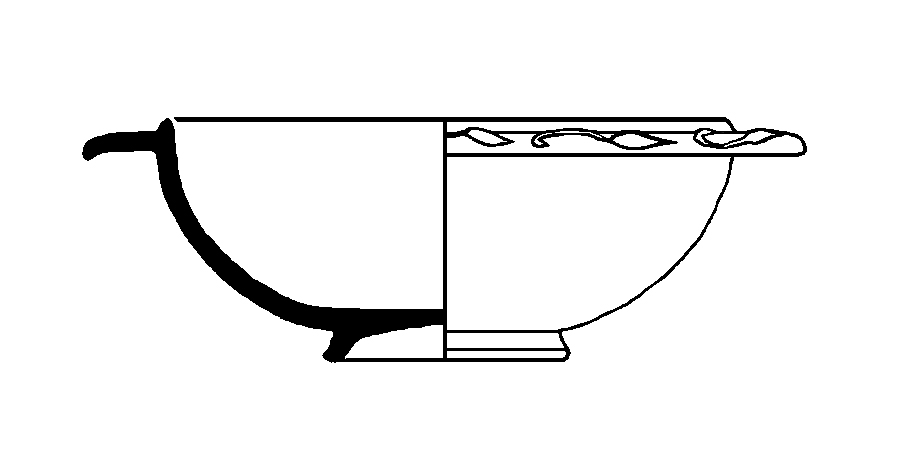
Forme Curle 11.

En 1905 il découvre le site de Trimontium près de Newstead, ainsi nommé à cause des trois sommets des Eildon Hills. Ce fort romain découvert tout à fait par hasard établit sa réputation internationale dans le milieu de l'archéologie, avec sa publication en 1911 : A Roman frontier post and its people: the fort of Newstead in the parish of Melrose ; la nouveauté de cette publication est de faire une étude exhaustive et détaillée à partir de la littérature scientifique mais aussi de ses propres voyages en France et en Allemagne. Il y utilise les compétences d'experts, expose ses méthodes de conservation innovantes et prend conseil de personnalités telles que Charles Hercules Read et Reginald Smith (en) du British Museum. Ainsi il élargit la publication au-delà de ce qu'il aurait pu atteindre par lui-même seulement.
En 1911 il rencontre à Homburg l'empereur allemand Guillaume II, et présente au palais de Holyrood quelques objets de Trimontium au roi George V et la reine Mary.

Objets trouvés à Trimontium
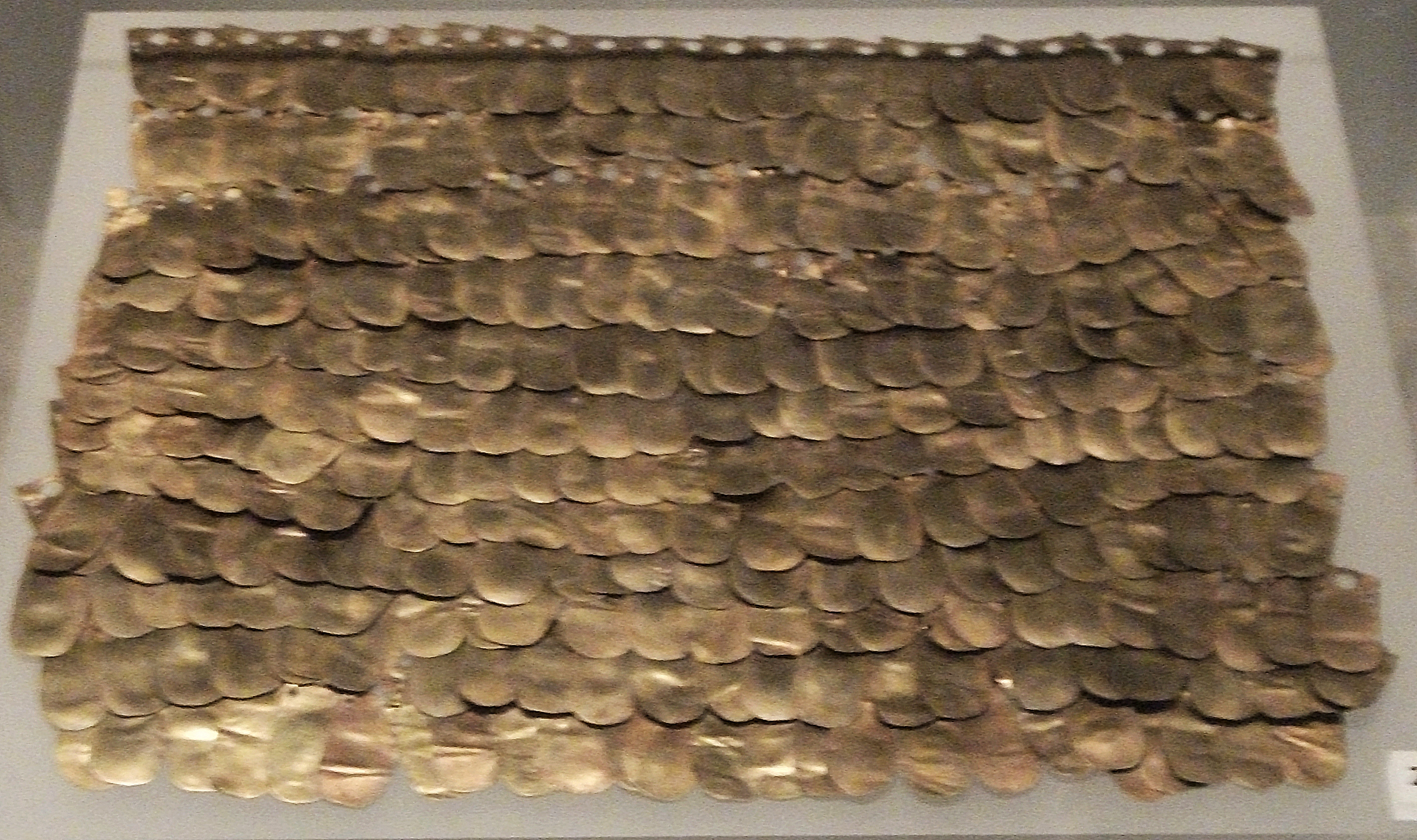
Armure en écailles de bronze
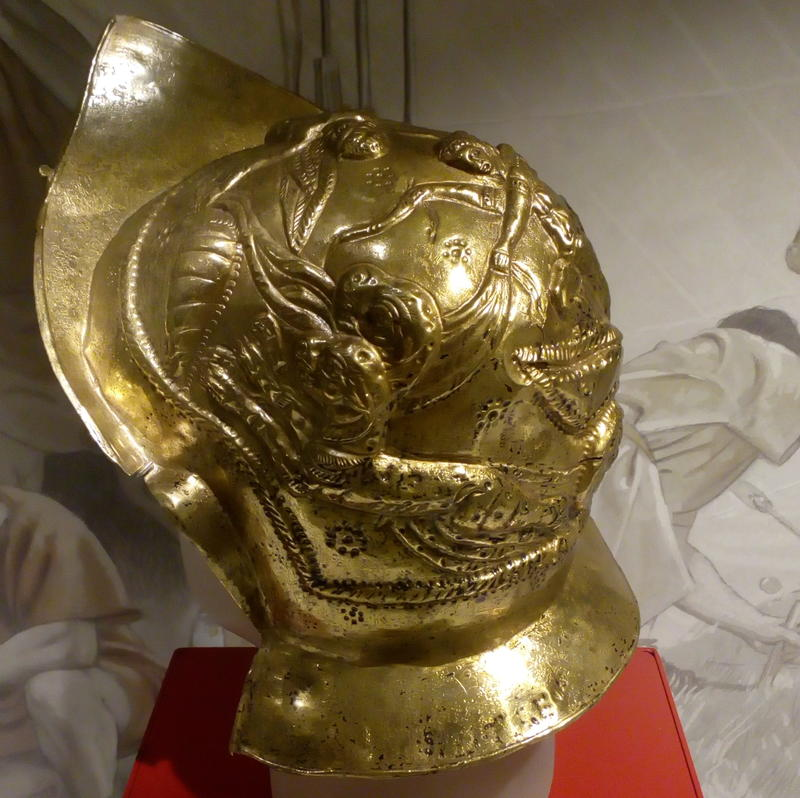
Casque
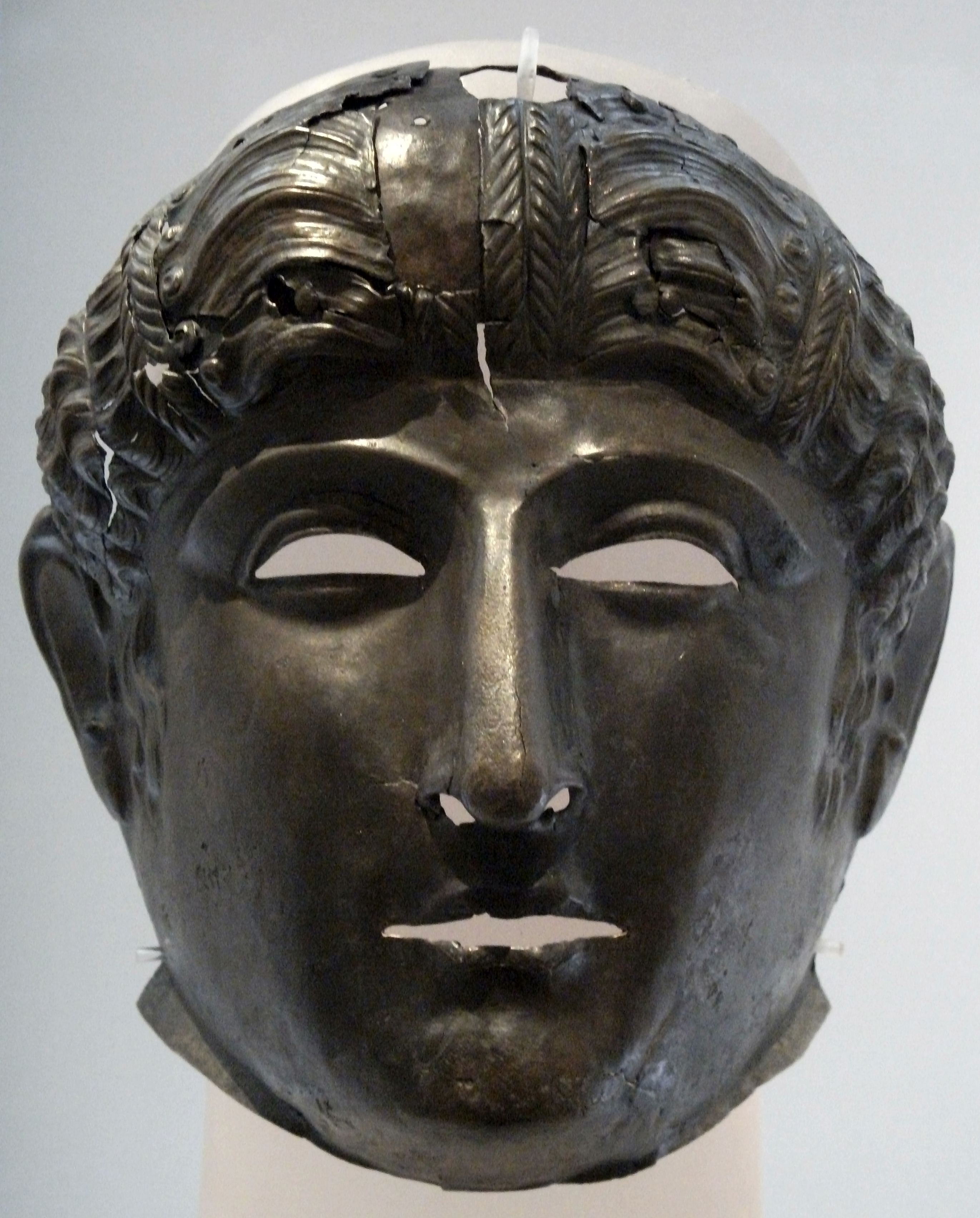
Masque
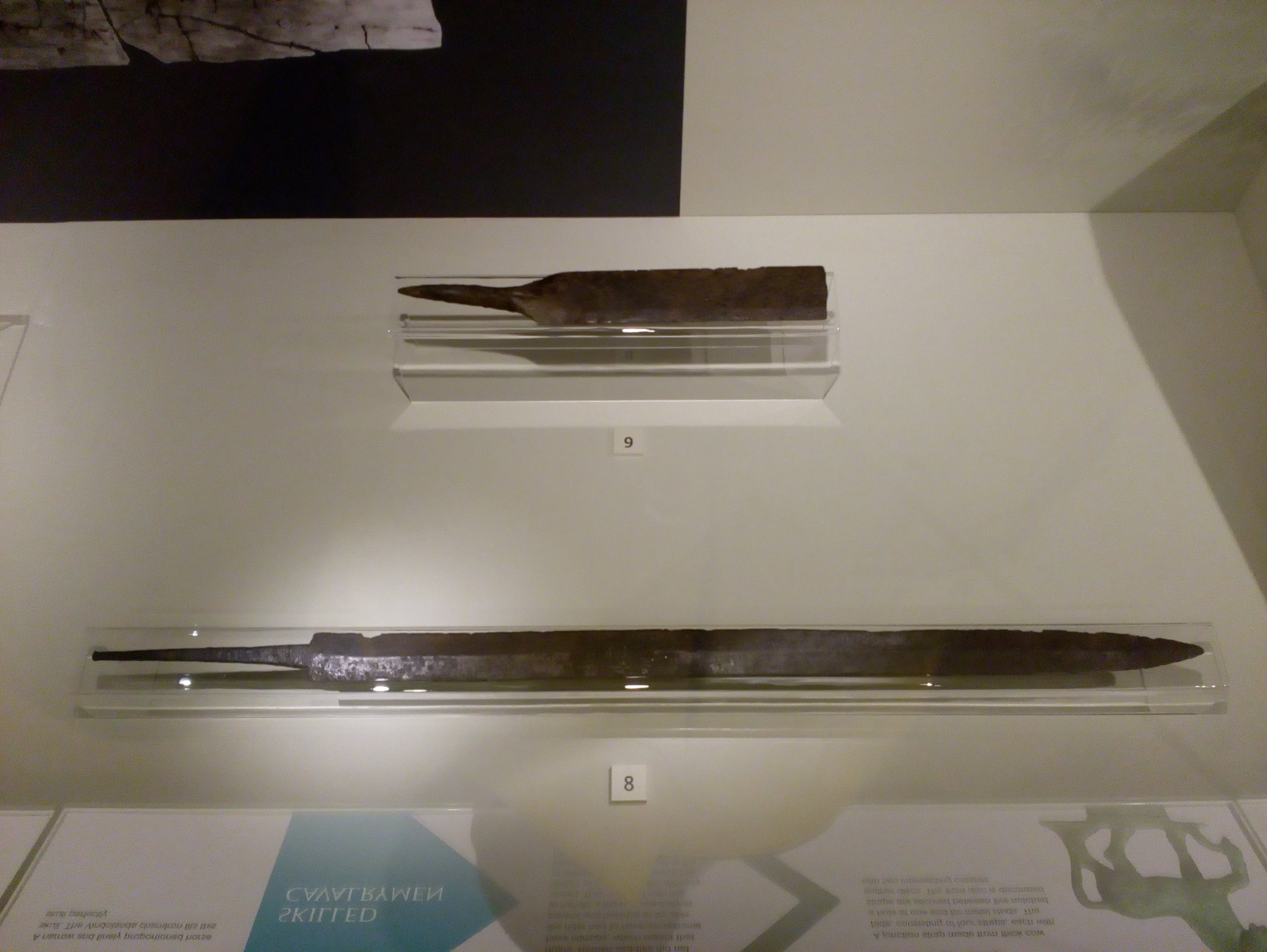
Lame de glaive

### Sigillée
James Curle (de même que Ludowici et Ritterling) augmente le corpus de la céramique sigillée en définissant des variantes mais qui sont nomenclaturées de façon autonome, sans prolonger la numérotation de Dragendorff poursuivie par Déchelette, Knorr (de) et Η. B. Walters.

### Autres occupations
Il reste à la tête d'un cabinet juridique bien occupé et il est très concerné par la politique locale et les affaires locales de Melrose : conseiller du comté de Roxburgh (Roxburgh County Council) de 1889 à 1929, trustee de la bibliothèque nationale d'Écosse (National Library of Scotland) et membre de la Royal Company of Archers à partir de 1897. En 1925 il devient le royal commissioner des monuments historiques, remplaçant son frère Alexander (en) à ce poste ; il y reste jusqu'en 1944. Il est docteur honoraire en Lettres de l'université d'Aberdeen et membre de la société des antiquaires de Londres et de celle d'Édimbourg. Il est aussi membre de l'Institut archéologique allemand.
Il meurt à Melrose quelques jours avant son 82e anniversaire. Il est enterré à l'abbaye de Melrose, de même que son frère Alexander.

## Famille
Son père, homme de loi, s'appelle Alexander Curle ; une source le dit « Alexander Curle de Morriston et Priorwood ». Il est amateur d'orchidées. Il meurt le 5 janvier 1897.
Son grand-père paternel, également nommé James Curle, est gérant des affaires (business manager) de Walter Scott,.
James junior est l'aîné de trois frères et quatre sœurs. Son frère Alexander (en) (1866-1955) est antiquaire professionnel et devient directeur à Édimbourg du musée national des antiquités d'Écosse en 1913, puis du Royal Museum of Scotland en 1916. Alexander a découvert le trésor de Traprain Law. Egalement amateur d'orchidées, il crée vers 1935 un hybride Menocopsis x sheldonii qu'il appelle « Slieve Donard ». 

Il semble qu'un autre frère soit James Herbert Curle (en), né le 18 octobre 1870, mort en 1942, et dont les parents habitaient au pied des Eildon Hills - mais ce James Herbert Curle dit avoir 10 frères et sœurs (?) (et aussi que son père a investi de l'argent dans des mines du Transvaal, ce qui est possible aussi pour le père de James Curle mais nous ne l'avons pas vu mentionné dans les sources consultées listées ici).
James se marie à l'âge de 40 ans en 1902, épousant Alice Mary Blanchette, fille unique du colonel H. A. T. Nepean, de Midfield, Hawthornden. Ils ont trois filles.

## Publications
- (en) James Curle, « Notes on two Brochs [sic] recently discovered at Bow, Midlothian, and Torwoodlee, Selkirkshire » [« Notes sur deux broches récemment découvertes à Bow, Mid lothian, et Torwoodlee, Selkirkshire »], Proceedings of the Society of Antiquaries of Scotland, no 26,‎ 1891, p. 68-84 (lire en ligne [PDF], consulté le 29 novembre 2019).
- (en) James Curle, « Notes upon Three Early Iron Age Brooches from the Island of Gotland, Sweden » [« Notes sur trois broches du début de l'âge du fer de l'île de Gotland, Suède »], Proceedings of the Society of Antiquaries of Scotland, no 29,‎ 18994, p. 292-301 (lire en ligne [PDF], consulté le 29 novembre 2019).
- (en) James Curle, « Letter to the Secretary, presenting the Silver Chain known as 'Midside Maggie's Girdle' to the National Museum of Antiquities; with Notes upon the Story of the Girdle and its Owners » [« Lettre au secrétaire, présentant la chaîne d'argent connue comme "Midside Maggie's girdle" au musée national des antiquités ; avec des notes sur l'histoire de la chaîne et sur ses propriétaires »], Proceedings of the Society of Antiquaries of Scotland, no 32,‎ 1897, p. 195-204 (lire en ligne [PDF], consulté le 29 novembre 2019).
- (en) James Curle, « The Roman Fort at Newstead. Notes on some recent finds » [« Le fort romain de Newstead. Notes sur des trouvailles récentes »], Scottish Historical Review,‎ 1906.
- (en) James Curle et Charles H. Read, « A number of Roman military ornaments found at Newstead, near Melrose, Scotland » [« Plusieurs ornements militaires romains trouvés à Newstead, près de Melrose, Écosse »], Proceedings of the Society of Antiquaries of London, vol. 2, no 21,‎ 1906, p. 469-471.
- (en) James Curle, Excavations of the Roman Military Station at Newstead, near Melrose [« Fouilles au site militaire romain à Newstead, près de Melrose »] (monographie), Reports of the Committee on Ancient Earthworks & Fortified Enclosures, 1910.
- (en) James Curle, A Roman frontier post and its people: the fort of Newstead in the parish of Melrose [« Une frontière romaine et ses habitants : le fort de Newstead dans la paroisse de Melrose »], Glasgow, éd. J. Maclehose and Sons (pour la Society of antiquaries of Scotland), 1911 (présentation en ligne, lire en ligne [PDF]).
- (en) James Curle, « Notes on some Undescribed Objects from the Roman Fort at Newstead, Melrose » [« Notes sur des objets non-décrits du fort romain de Newstead, Melrose »], Proceedings of the Society of Antiquaries of Scotland, no 47,‎ 1912, p. 384-405 (lire en ligne [PDF], consulté le 29 novembre 2019).
- (en) James Curle, « Roman and native remains in Caledonia » [« Vestiges romains et locaux en Calédonie »], Journal of Roman Studies, vol. 3,‎ 1913, p. 99-115 (résumé).
- (en) James Curle, « On recent Scandinavian Grave-finds from the Island of Oronsay, and from Reay, Caithness, with Notes on the Development and Chronology of the Oval Brooch of the Viking Time », Proceedings of the Society of Antiquaries of Scotland, no 48,‎ 1913, p. 292-315 (lire en ligne [PDF], consulté le 29 novembre 2019).
- (en) James Curle, « An Account of a Find of Ornaments of the Viking Time for Valtos, Uig, in the Island of Lewis. With a Detailed Description of the Objects and a Note upon the Find » [« Compte-rendu d'une trouvaille d'ornements du temps des Vikings à Valtos, Uig, dans l'île de Lewis. avec une description détaillée des objets et une note sur la trouvaille »], Proceedings of the Society of Antiquaries of Scotland, no 50,‎ 1915, p. 181-189 (lire en ligne [PDF], consulté le 29 novembre 2019).
- (en) James Curle, « Note on Additional Objects of Bronze and Iron from Newstead » [« Note sur des objets additionnels de bronze et de fer à Newstead »], Proceedings of the Society of Antiquaries of Scotland, no 51,‎ 1916, p. 231-233 (lire en ligne [PDF], consulté le 29 novembre 2019).
- (en) James Curle, « Terra Sigillata : Some Typical Decorated Bowls » [« Terre sigillée : quelques bols décorés typiques »] (communication du 12 mars 1917), Proceedings of the Society of Antiquaries of Scotland, no 3 (5e série),‎ 1917, p. 130-176 (lire en ligne, consulté le 22 janvier 2020).
- (en) James Curle, « A Roman Road across the Scottish Border » [« Une route romaine à travers la frontière écossaise »] (compte-rendu du 8 mai 1922), Proceedings of the Cambridge Antiquarian Society, vol. 18,‎ 1923, p. 14-15 (lire en ligne [PDF], consulté le 29 novembre 2019).
- (en) James Curle, « Note on a Primitive Weapon or Tool, fashioned by fixing a Stone in a Wooden Shaft, found in a Moss at Bogancloch, Parish of Rhynie, Aberdeenshire », Proceedings of the Society of Antiquaries of Scotland, no 59,‎ 1924, p. 18-20 (lire en ligne [PDF], consulté le 29 novembre 2019).
- (en) James Curle, « An Inventory of Objects of Roman and Provincial Roman Origin found on Sites in Scotland not definitely associated with Roman Constructions », Proceedings of the Society of Antiquaries of Scotland, no 66,‎ 1931, p. 277-397 (lire en ligne [PDF], consulté le 29 novembre 2019).